# 裴騫
裴騫（1495年—？），字子孝，山西澤州人，民籍，明朝政治人物。

## 生平
山西鄉試第四十九名舉人。正德十六年（1521年）中式辛巳科會試第三百二十四名，登第三甲第一百四十七名進士。

## 家族
曾祖裴廣；祖父裴椿，曾任縣丞、旌表孝子；父裴黻，母李氏；繼母李氏。重庆下。